# Pavel Konopeus
Pavel Konopeus, OSA, původním jménem Paulus Cnopius či Paul Cnoops, v latinizované podobě Paulus Conopaeus nebo také Paulus Conopäus (2. října 1595, Geel, Belgie – 12. října 1635, Česká Lípa), byl římskokatolický kněz, vlámský augustiniánský řeholník, prefekt a profesor latinské školy, zakladatel tiskárny v České Lípě.

## Život

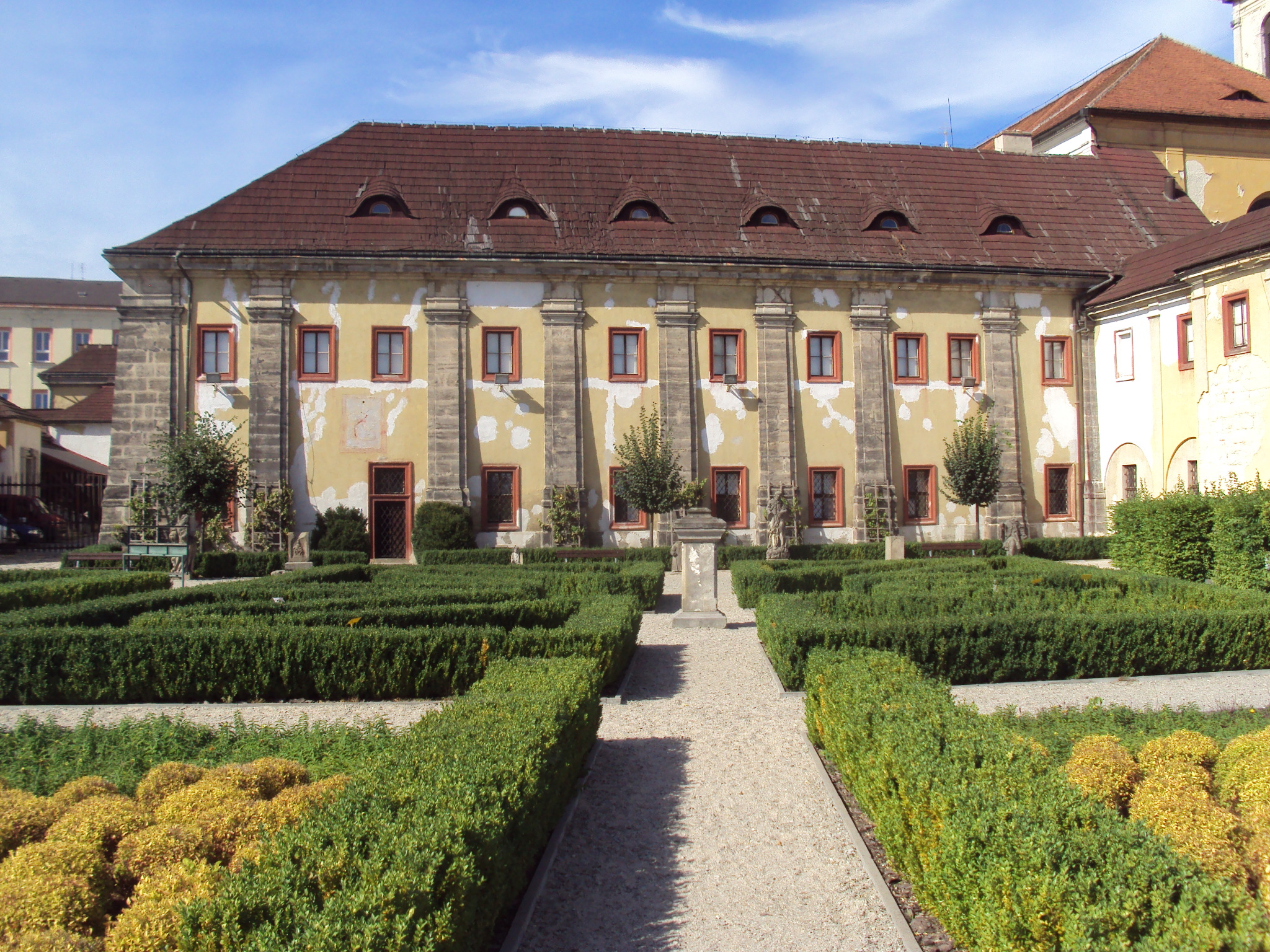
Augustiniánský klášter v České Lípě

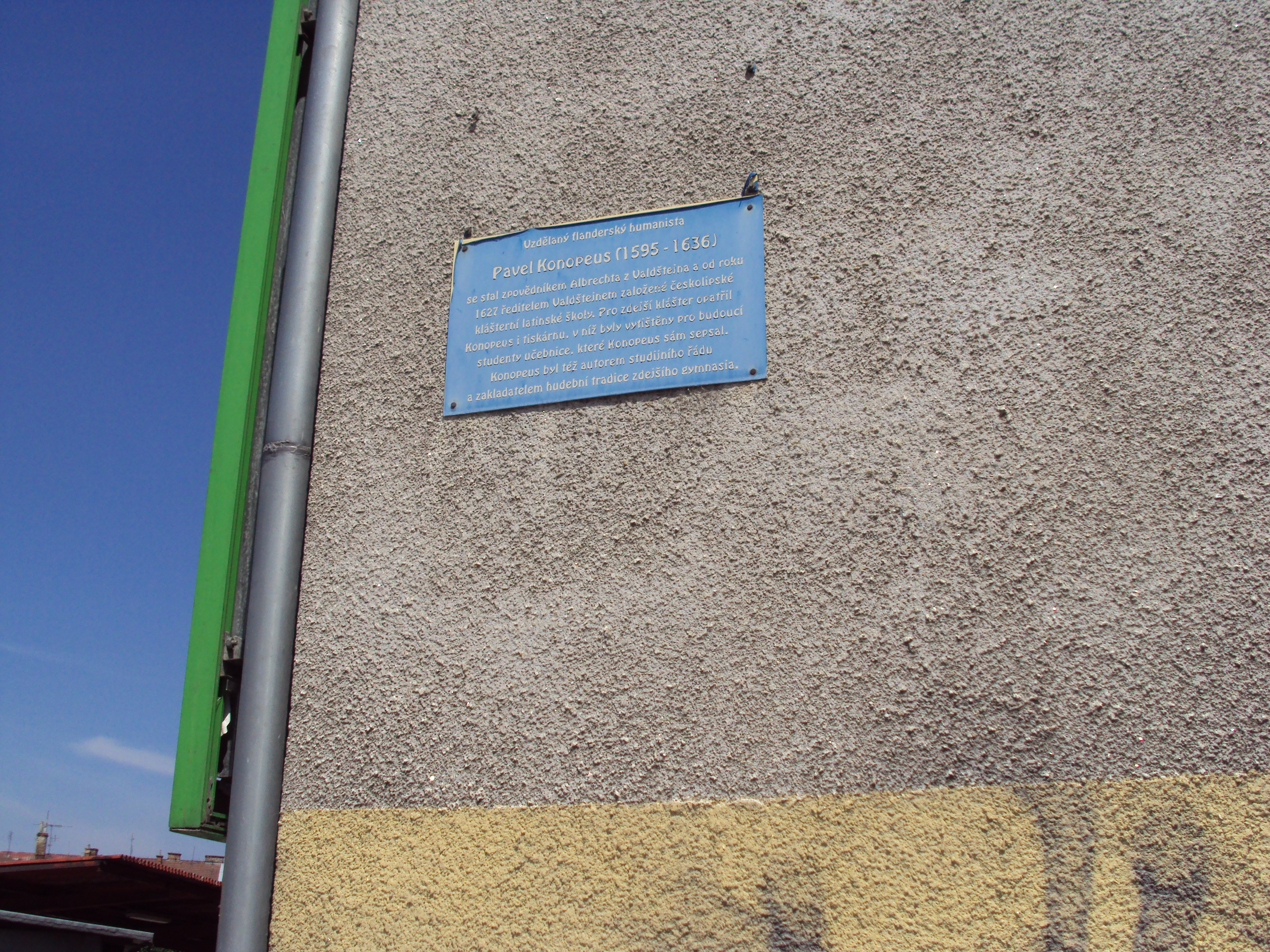
Pamětní deska v Konopeově ulici poblíž autobusového nádraží

Pocházel z belgického Gheelu (nyní Geel) ve Flandrech poblíž Antverp. Stal se augustiniánským řeholníkem. Původní jméno Paulus Cnopius (či Cnoops) si později latinizoval na jméno Conopaeus. V roce 1627 byl promován bakalářem svaté theologie a přiřazen k profesorskému konventu českolipského kláštera. V roce 1633 se stal převorem českolipského kláštera. Na přání Albrechta z Valdštejna, jehož byl zpovědníkem (kaplanem), otevřel v České Lípě latinské gymnázium s humanitním zaměřením. Jako učenec sepsal pro potřeby studentů přehlednou etymologii latinské gramatiky a sestavil i školní studijní řád. Mimo to zřídil v lipském klášteře vlastní tiskárnu, kterou odkoupil od pražského tiskaře Paula Sessia.
V letech 1627-1634 zastával též funkci duchovního správce českolipského děkanství.
V  roce 1630 vydal svou latinskou učebnici latiny u Paula Sessia ještě v Praze, ale zanedlouho se domluvil na prodeji tiskárny a v roce 1631 již vytiskl svoji učebnici latiny, zaměřenou na větnou skladbu a gramatiku, v České Lípě. Bohužel činnost první českolipské tiskárny byla krátká, v listopadu 1631 vpadla do České Lípy švédská vojska krále Gustava Adolfa a provoz byl přerušen. Conopaeus, tehdy gymnaziální prefekt a děkan, byl pronásledován, chycen a oloupen saskými i švédskými vojáky, kteří pustošili celé Čechy. Aby se vyhnul jejich pronásledování, musel se koncem roku 1631 tajně skrývat v lesích u Bořetína. Do kláštera se s bratry vrátil v červenci 1632. Roku 1633 se stal převorem kláštera. Dne 9. dubna 1634 byl napaden znovu a zraněn. Byla mu useknuta polovina levé ruky a klášter byl vojáky poničen.
Krátce po svých 40. narozeninách, 12. října 1635, přímo na kazatelně před zraky věřících zkolaboval a posléze zemřel. Jeho nástupcem ve vedení školy, převorem se stal P. Fulgentius Kawka. O rok dříve v listopadu 1634 předal úřad městského faráře a děkana Dr. teol. Georgu Peischelovi z Prahy.

## Uctění památky
Město Česká Lípa pojmenovala po této významné osobnosti jednu ze svých ulic.